# Yetzer hara
No judaísmo, Yetzer hara (hebraico: יֵצֶר הַרַע ‎) é a inclinação congênita para fazer o mal, violando a vontade de Deus. O termo é extraído da Torá (Gênesis 6:5 e Gênesis 8:21).
"Iahweh viu que a maldade do homem era grande sobre a terra, e que era continuamente mau todo desígnio de seu coração".

## Significado no judaísmo
No judaísmo tradicional, o yetzer hara não é uma força demoníaca, e sim o mau uso que o homem faz das coisas de que o corpo físico precisa para sobreviver. Desse modo, a necessidade de comida vira gula devido ao yetzer hara. A necessidade de procriação transforma-se em promiscuidade, e assim por diante. O mal surge do abuso das funções corporais normais do homem.
O conceito judaico do yetzer hara aproxima-se do conceito cristão da "natureza pecaminosa" do homem, também conhecida como concupiscência, que é a tendência ao pecado presente no homem. No entanto, a concupiscência decorre explicitamente do pecado original, e portanto da queda, enquanto o yetzer hará deve ser compreendido como parte da criação original de Deus.
Possuir uma inclinação para o mal não é considerado ruim nem anormal. O problema surge quando alguém faz uma escolha deliberada de “cruzar a linha” e procura satisfazer a sua inclinação para o mal, com base nos modelos prototípicos de certo e errado na Bíblia Hebraica.

## Oyetzer harae a queda
Visando garantir o livre-arbítrio dos homens, Deus criou a humanidade com uma dupla inclinação, o yetzer hara (inclinação para o mal) e o yetzer hatov (inclinação para o bem). Essas duas inclinações precedem o episódio da queda do homem. O yetzer hara não é, portanto, consequência da queda, embora tenha sido uma condição necessária dela.
No episódio da queda, narrado em Gênesis 3, a serpente é vista por uma interpretação da Midrash como uma manifestação do yetzer hara, e não, como tende a ocorrer na interpretação corrente da tradição cristã, como um encarnação do mal - Satanás ou outro espírito maligno.
“O yetzer hara estava dominando a serpente para tornar (a serpente) responsável pela queda de Adão e Eva.” (Eitz Yoseph no Midrash Rabbah, 20:1).